# DY Patil Stadium
Das DY Patil Stadium ist ein indisches Cricketstadion in Navi Mumbai, benannt nach Dnyandeo Yashwantrao Patil. Das Stadion wurde am 4. März 2008 eröffnet und dient unter anderem als Spielstätte verschiedener Mannschaften der Indian Premier League. In der Saison 2011 ist es das Heimstadion der Pune Warriors. Seit 2014 werden im Stadion auch die Heimspiele der Fußballmannschaft Mumbai City FC ausgetragen.

## Das Stadion
Die Kapazität des Stadions wird mit 55.000 Plätzen angegeben, was es zu dem derzeit drittgrößten Cricketstadion in Indien nach den Eden Gardens in Kolkata und dem Shaheed Veer Narayan Singh International Cricket Stadium in Atal Nagar, macht. Die Ends werden als Media End und Pavilion End bezeichnet.

## Verwendung in der IPL
Das Stadion wurde in der ersten Saison der Indian Cricket League im Jahr 2008 als eines der Heimstadien, neben dem Wankhede Stadium in Mumbai, der Mumbai Indians eingeführt. Dabei richtete es neben den drei Vorrundenspielen, von zunächst fünf geplanten, auch das Finale der Meisterschaft aus.
Als nach einem Jahr Pause, die durch die Verlagerung der Liga aus Sicherheitsgründen nach Südafrika, die Saison 2010 wieder in Indien stattfand, diente es unter anderem auch als Stadion für die Deccan Chargers, die aufgrund des Konfliktes in Telangana ihre Heimspiele nicht in Hyderabad austragen konnten. Außerdem wurde es für alle Playoff-Spiele als Spielstätte ausgewählt. In der vierten Saison der IPL wird das Stadion als Heimstadion für das neue Franchise der Pune Warriors dienen, da deren Stadion, das Pune International Cricket Centre, nicht rechtzeitig fertig wurde.

## Internationales Cricket
Ursprünglich sollte als erste internationale Cricketbegegnung ein ODI-Spiel zwischen Indien und Australien am 11. November 2009 ausgetragen werden. Dieses musste allerdings aufgrund starken Regens abgesagt werden.